# Protagonist
En protagonist var oprindelig den person, som havde hovedrollen i et græsk drama. I dag bruges ordet gerne om én som engagerer sig meget for en sag. Protagonisten er helten i en historie og har gerne en modstander, antagonist.